# 林佳葦
林佳葦（1975年—），中國文化大學日文系畢業，臺灣燈藝師，臺灣燈會和台北燈節小提燈設計師。
林佳葦是國寶級燈藝師林健兒的女兒，目前在其父親開設的花燈工作室裡面工作。

## 經歷
- 台北燈節猴年、雞年、豬年、牛年、虎年、與蛇年的小提燈設計
- 台灣燈會猴(2004)、雞(2005)、虎(2010)、兔(2011)、蛇(2013)、馬(2014)、羊(2015)、猴(2016)、雞(2017)、狗(2018)、鼠(2020)、牛(2021)、虎(2022)、兔(2023)、龍(2024)、蛇(2025)年小提燈(目前為止台灣燈會小提燈皆為她所設計)[6]